# Very ’eavy… Very ’umble
Very ’eavy… Very ’umble (с англ. — «Очень (м)ощно… Очень (р)обко») — дебютный студийный альбом английской хард-рок-группы Uriah Heep, записанный в начале 1970 года с продюсером Джерри Броном и выпущенный 12 июня 1970 года звукозаписывающей компанией Mercury Records.

## Обложка
В США альбом вышел под заголовком Uriah Heep (и с «Bird of Prey» вместо «Lucy Blues»). На обложке британского варианта альбома было изображено лицо вокалиста Дэвида Байрона, неузнаваемое в паутине.

## Критика
В первых рецензиях музыкальная пресса раскритиковала альбом; Мелисса Миллз из Rolling Stone даже пообещала покончить с собой, если эта группа станет известной, назвав музыку альбома разбавленным Jethro Tull. Позже критики признали в нём оригинальное сочетание разнообразных музыкальных идей и влияний, а также неоспоримую значимость для развития хард-рока и хеви-метал.
Мартин Попофф, автор The Collector’s Guide to Heavy Metal, ставит Very ’eavy… Very ’umble в один ряд с In Rock и Paranoid, уточняя:

Дебютный альбом Uriah Heep — слабейшее звено в этом трио метал-альбомов 70-х годов, которые, как я считаю, заложили основу жанра… Слабейшее, — потому что он не столь ошеломляюще тяжёл; но включен в первую тройку, потому что ни в чём не уступает по уровню новаторства, насыщен… огнедышащими гитарными партиями и жутковатым готическим настроением, которое в конечном итоге и увело агрессивный рок от блюза и психоделии в совершенно новую область— The Brief History of Uriah Heep. Very ’eavy Very ’umble
Попофф далее утверждал, что альбом — «классика в истинном, многогранном значении этого слова» и дал ему оценку 9/10.

## Список композиций
| №  | Название                 | Автор(ы)                     | Длительность |
| -- | ------------------------ | ---------------------------- | ------------ |
| 1. | «Gypsy»                  | Мик Бокс, Дэвид Байрон       | 6:37         |
| 2. | «Walking in Your Shadow» | Дэвид Байрон, Пол Ньютон     | 4:31         |
| 3. | «Come Away Melinda»      | Фред Хеллерман, Фран Минкофф | 3:46         |
| 4. | «Lucy Blues»             | Мик Бокс, Дэвид Байрон       | 5:08         |

| №  | Название                    | Автор(ы)                           | Длительность |
| -- | --------------------------- | ---------------------------------- | ------------ |
| 1. | «Dreammare»                 | Пол Ньютон                         | 4:39         |
| 2. | «Real Turned On»            | Мик Бокс, Дэвид Байрон, Пол Ньютон | 3:37         |
| 3. | «I’ll Keep on Trying»       | Мик Бокс, Дэвид Байрон             | 5:24         |
| 4. | «Wake Up (Set Your Sights)» | Мик Бокс, Дэвид Байрон             | 6:22         |

| №  | Название                 | Автор(ы)                                       | Длительность |
| -- | ------------------------ | ---------------------------------------------- | ------------ |
| 1. | «Gypsy»                  | Мик Бокс, Дэвид Байрон                         | 6:37         |
| 2. | «Walking in Your Shadow» | Дэвид Байрон, Пол Ньютон                       | 4:31         |
| 3. | «Come Away Melinda»      | Фред Хеллерман, Фран Минкофф                   | 3:46         |
| 4. | «Bird of Prey»           | Мик Бокс, Дэвид Байрон, Кен Хенсли, Пол Ньютон | 4:05         |

| №  | Название                    | Автор(ы)                           | Длительность |
| -- | --------------------------- | ---------------------------------- | ------------ |
| 1. | «Dreammare»                 | Пол Ньютон                         | 4:39         |
| 2. | «Real Turned On»            | Мик Бокс, Дэвид Байрон, Пол Ньютон | 3:37         |
| 3. | «I’ll Keep on Trying»       | Мик Бокс, Дэвид Байрон             | 5:24         |
| 4. | «Wake Up (Set Your Sights)» | Мик Бокс, Дэвид Байрон             | 6:22         |

## Участники записи
- Дэвид Байрон — вокал
- Кен Хенсли — орган, фортепиано, меллотрон, бэк-вокал
- Мик Бокс — гитара, бэк-вокал
- Пол Ньютон — бас-гитара, бэк-вокал
- Алекс Напьер — ударные (песни 1—3, 6—8)
- Найджел Олссон — ударные (песни 4, 5)
- Колин Вуд — клавишные (песни «Come Away Melinda», «Wake Up (Set Your Sights)»)
- Кит Бейкер — ударные (песня «Bird of Prey», в американском варианте)

## Позиции в хит-парадах
Еженедельные чарты:
| Год       | Хит-парад                           | Высшая позиция | Пребывание |
| --------- | ----------------------------------- | -------------- | ---------- |
| 1970—1972 | Австралия (Kent Music Report)       | 15             | нет данных |
| 1970—1972 | Италия (Musica e dischi)            | 11             | 8 недель   |
| 1970—1972 | Канада (RPM Albums Chart)           | 84             | 3 недели   |
| 1970—1972 | США (Billboard Top LP’s)            | 186            | 4 недели   |
| 1970—1972 | Финляндия (Suomen virallinen lista) | 14             | 8 недель   |
| 1970—1972 | ФРГ (Offizielle Top 100)            | 22             | 2 недели   |
| 1970—1972 | Япония (Oricon)                     | 41             | нет данных |